# Табик, Джеки
Жаклин Хейзел «Джеки» Табик (англ. Jacqueline Hazel "Jackie" Tabick, род. 1948, Дублин) — британский реформистский раввин. В 1975 году она стала первой женщиной-раввином в Великобритании. Она вышла на пенсию в 2023 году с поста организатора бейт-дина Движения за реформистский иудаизм, будучи первой женщиной на этой должности, а также была раввином Западно-центральной либеральной синагоги в Блумсбери, центральный Лондон, до её закрытия в 2022 году.

## Ранние годы и обучение
Табик родилась в Дублине, большую часть своей молодости провела в Англии и выросла в общине реформистской синагоги Юго-Западного Эссекса. После изучения истории Средневековья для получения степени в Университетском колледже Лондона, она поступила в колледж Лео Бека, где завершила обучение на раввина. В 1975 году она закончила обучение и стала первой женщиной-раввином в Великобритании.

## На посту раввина
Начав с должности помощника раввина в синагоге Западного Лондона под руководством раввина Хьюго Грина, она ушла в 1998 году, чтобы стать раввином синагоги Северо-Западного Суррея. Она занимала эту должность до июля 2013 года, совмещая её с 2012 года с ролью первой женщины-руководителя бейт-дина Реформаторского движения. Ранее она была вице-президентом Движения и покровительницей Еврейского совета за расовое равенство (JCORE). В настоящее время она ведёт службы в Западно-центральной либеральной синагоге Лондона.
Табик сыграла ведущую роль в межконфессиональных инициативах. Она является руководителем Межрелигиозной сети. В течение многих лет она была председателем Всемирного конгресса конфессий, а сейчас является сопрезидентом.

## Семейная жизнь
Она замужем за раввином Ларри Табиком с 1975 года и была первой женщиной-раввином, вышедшей замуж за раввина. Ларри родился в Бруклине, штат Нью-Йорк, в 1947 году. Ларри приехал в Англию, чтобы учиться в колледже Лео Бека в начале 1970-х годов, и вышел на пенсию с должности раввина Шир Хаима в Хэмпстеде в 2017 году. У него и Джеки трое детей, один из которых, Рони Табик, является раввином синагоги Масорти Нью-Сток-Ньюингтон Шул в Сток-Ньюингтоне, Лондон.

## Интересные факты
На художественной выставке «Святые искры» (англ. Holy Sparks), открывшейся в феврале 2022 года в музеях Хеллера и Музее Скирболла, приняли участие 24 еврейские художницы, каждая из которых создала произведение искусства о женщине-раввине, которая в каком-то смысле была первой. Сэнди Блейфер создала иллюстрацию о Дж. Табик.